# Long Distance - Senza ossigeno
Long Distance - Senza ossigeno è un film di fantascienza del 2024 diretto da Will Speck e Josh Gordon.

## Trama
L'astronave del minatore di asteroidi Andy viene colpita, facendolo schiantare su un pianeta alieno, dove lotta con la sua tuta di sopravvivenza con l’intelligenza artificiale. Perdendo ossigeno, si connette via radio con il collega dell'equipaggio Naomi che, intrappolato all'interno della sua capsula di fuga, lo guida a cercarla e salvarla.

## Distribuzione
Il film doveva essere distribuito nelle sale statunitensi l’11 marzo 2022, poi è stata posticipata il 16 settembre, poi il 27 gennaio 2023 e infine il 19 gennaio 2024. La data di uscita è stata cancellata con il titolo previsto Distant.
Con il titolo ufficiale Long Distance è stato premiato in Vietnam il 12 luglio 2024. Dal 25 dicembre 2024 è disponibile su Prime Video e dal 3 luglio 2025 su Hulu negli Stati Uniti. In Italia il film è stato distribuito su Prime Video l'11 novembre 2024.